# Jansila Majeed
Pour les articles homonymes, voir Majeed.
Jansila Majeed est une militante srilankaise, du district de Puttalam. Elle est la directrice générale du Fonds de placement Communautaire de Puttalam, qui est une ONG qui promeut les droits des femmes et ceux des minorités.
Auparavant, durant 20 ans, elle a vécu en tant que déplacée interne et elle continue à défendre ces minorités, notamment les musulmans et tamouls déplacés,.
Elle obtient, le 10 mars 2010, de la secrétaire d'État des États-Unis, Hillary Clinton, le Prix international de la femme de courage. Elle est également porte-parole, du Programme des Nations unies pour le développement humain en Asie-Pacifique et défend que le Sri Lanka doit changer son attitude au sujet des droits des femmes afin de résoudre les problèmes tels que la participation des femmes dans la vie politique, leur accès aux droits et leur participation dans la population active.

## Source de la traduction
- (en) Cet article est partiellement ou en totalité issu de l’article de Wikipédia en anglais intitulé « Jansila Majeed » (voir la liste des auteurs).